# ليتوانيا
ليتوانيا أو لِتوانيا، أو رسميًا جمهورية ليتوانيا (بالليتوانية: Lietuvos Respublika)، هي دولة في منطقة البلطيق من شمال أوروبا، وعضو في الاتحاد الأوروبي ومجلس أوروبا ومنطقة اليورو ومنطقة شنجن ومنظمة حلف شمال الأطلسي ومنظمة التعاون والتنمية في الميدان الاقتصادي، وهي أيضًا عضو في بنك الاستثمار في بلدان الشمال الأوروبي، وجزء من منظمة تعاون بلدان الشمال الأوروبي ودول البلطيق، تعد ليتوانيا الجمهورية السوفيتية السابقة الوحيدة التي يشكل فيها الرومان الكاثوليك أغلبية السكان.
تعتبر ليتوانيا واحدة من دول البلطيق. تقع البلاد على طول الساحل الجنوبي الشرقي لبحر البلطيق، إلى الشرق من السويد والدنمارك. يحدها لاتفيا من الشمال، وبيلاروسيا من الشرق والجنوب، وبولندا من الجنوب، وكالينينغراد (مقاطعة روسية) إلى الجنوب الغربي.
يبلغ عدد سكان ليتوانيا 2.8 مليون نسمة اعتبارًا من عام 2024، وعاصمتها وأكبر مدنها هي فيلنيوس. المدن الرئيسية الأخرى هي كاوناس وكليبيدا.
الليتوانيون هم شعب البلطيق، اللغة الرسمية، الليتوانية، هي واحدة من لغتين حيتين فقط في فرع البلطيق لعائلة اللغة الهندية الأوروبية، واللغة الأخرى هي اللاتفية.
لعدة قرون، كانت الشواطئ الجنوبية الشرقية لبحر البلطيق تسكنها قبائل البلطيق المختلفة. في عام 1230 ميلادية تم توحيد أراضي ليتوانيا بواسطة ميندوغاس، وتم إنشاء مملكة ليتوانيا في 6 يوليو 1253. خلال القرن الرابع عشر، كانت دوقية ليتوانيا الكبرى أكبر دولة في أوروبا؛ وتكونت من ليتوانيا الحالية، بيلاروسيا، أوكرانيا، وأجزاء من بولندا وروسيا كانت أراضي الدوقية الكبرى. مع اتحاد لوبلان عام 1569، شكلت ليتوانيا وبولندا اتحادًا شخصيًا طوعيًا بين الدولتين، الكومنولث البولندي اللتواني. استمر الكومنولث لأكثر من قرنين، حتى قامت البلدان المجاورة بتفكيكه بشكل منهجي من عام 1772 إلى عام 1795، مع ضم الإمبراطورية الروسية معظم أراضي ليتوانيا.
مع اقتراب الحرب العالمية الأولى من نهايتها، تم التوقيع على وثيقة استقلال ليتوانيا في 16 فبراير 1918، معلنة تأسيس جمهورية ليتوانيا الحديثة. في خضم الحرب العالمية الثانية، احتلت ليتوانيا لأول مرة من قبل الاتحاد السوفيتي ثم ألمانيا النازية. مع اقتراب الحرب العالمية الثانية من نهايتها وتراجع الألمان، احتل الاتحاد السوفيتي ليتوانيا. في 11 آذار / مارس 1990، أي قبل عام من الانهيار الرسمي للاتحاد السوفياتي، أصبحت ليتوانيا أول دولة في الاتحاد السوفيتي تعلن نفسها مستقلة، مما أدى إلى استعادة دولة ليتوانيا المستقلة مرة أخرى.
تعد ليتوانيا من الدول المتقدمة ذات الدخل المرتفع حيث تتمتع بارتفاع مؤشر التنمية البشرية، ومستوى معيشة مرتفع للغاية وتؤدي أداءً إيجابيًا في قياسات مستويات الحريات المدنية وحرية الصحافة وحرية الإنترنت والحكم الديمقراطي والسلام.

## الجغرافيا

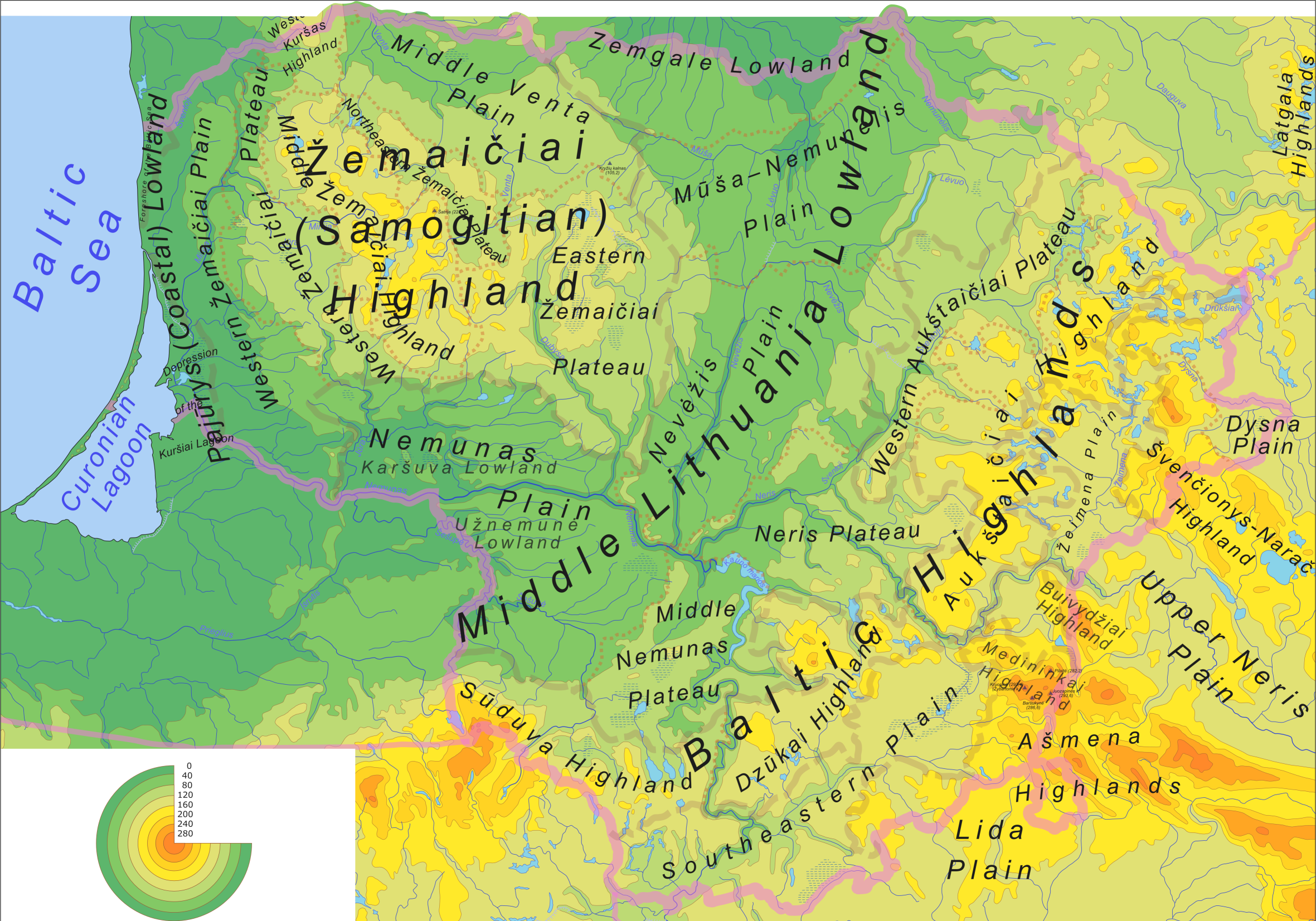
خريطة الفيزيائية والتقسيم الجيومورفولوجي لليتوانيا.

تقع ليتوانيا في منطقة بحر البلطيق في أوروبا وتغطي مساحة قدرها 65,200 كـم2 (25,200 ميل2). تقع بين خطي العرض 53 درجة و 57 درجة شمالاً، ومعظمها بين خطي الطول 21 درجة و 27 درجة شرقاً (جزء من برزخ قورش يقع غرب 21 درجة). لديها حوالي 99 كيلومتر (61.5 ميل) من الساحل الرملي، حوالي 38 كيلومتر (24 ميل) فقط التي تواجه بحر البلطيق المفتوح، أي أقل من الدولتين الأخريتين من دول بحر البلطيق.
ما تبقى من الساحل محاط بشبه الجزيرة الرملية الكورونية. يقع الميناء الرئيسي للمياه الدافئة في ليتوانيا، كلايبيدا، عند المصب الضيق لبحيرة قورش (الليتوانية: كورشو ماريوس)، وهي بحيرة ضحلة تمتد جنوبًا إلى كالينينغراد.
ينقل نهر نيموناس الرئيسي والأكبر في البلاد، وبعض روافده، الشحنات الدولية.
تقع ليتوانيا على حافة السهل الأوروبي الشمالي. تم تسوية تضاريسه من خلال الانهار الجليدية في العصر الجليدي الأخير، وهو مزيج من الأراضي المنخفضة والمرتفعات المعتدلة. أعلى نقطة لها هي Aukštojas Hill على ارتفاع 294 مترًا (965 قدمًا) في الجزء الشرقي من البلاد. تضم التضاريس العديد من البحيرات (بحيرة Vištytis، على سبيل المثال) والأراضي الرطبة، وتغطي منطقة الغابات المختلطة أكثر من 33 ٪ من مساحة البلاد. Drūkšiai هي الأكبر، Tauragnas هي الأعمق و Asveja هي أطول بحيرة في ليتوانيا.
بعد إعادة تقدير حدود قارة أوروبا في عام 1989، قرر جان جورج أفولدر، العالم بمعهد جيوغرافيك الوطني (المعهد الجغرافي الوطني الفرنسي)، أن المركز الجغرافي لأوروبا كان في ليتوانيا، على 54 ° 54 ′ N 25 ° 19′E، 26 كيلومترًا (16 ميلًا) إلى الشمال من مدينة فيلنيوس عاصمة ليتوانيا. تم حساب ذلك من خلال حساب مركز الجاذبية للقارة الأوروبية.

### أنهار
أهم أنهر البلاد هو نيموناس (Nemunas)، التي تُستخدم بعض أجزاءه للملاحة النهرية. تضاريس البلاد بشكل عام سهلية ما عدا بعض الهضاب في الغرب والشرق لا يتعدى علوها 300 متر، مع اعتبار جوزابينس (Juozapinės) ب 292 متر أعلى نقطة في ليتوانيا. الأرض مغطاة بالعديد من البحيرات والغابات (التي تُشكل 30% من المساحة).

### المناخ

خريطة تصنيف مناخ كوبن-جيجر بدقة 1 كم لليتوانيا 1991-2020

مناخ ليتوانيا يتراوح بين البحري والقاري، وهو معتدل نسبيا. متوسط درجات الحرارة على الساحل هو -2.5 درجة مئوية (27.5 درجة فهرنهايت) في يناير و 16 درجة مئوية (61 درجة فهرنهايت) في يوليو.
في فيلنيوس العاصمة، يبلغ متوسط درجات الحرارة −6 درجة مئوية (21 درجة فهرنهايت) في يناير و 17 درجة مئوية (63 درجة فهرنهايت) في يوليو. وخلال فصل الصيف، 20 درجة مئوية (68 درجة فهرنهايت) شائعة خلال النهار بينما 14 درجة مئوية (57 درجة فهرنهايت) شائعة في الليل؛ في الماضي، وصلت درجات الحرارة إلى 30 أو 35 درجة مئوية (86 أو 95 درجة فهرنهايت).
الشتاء يمكن أن يكون بارد جدا. −20 درجة مئوية (−4 درجة فهرنهايت) تحدث كل شتاء تقريبًا. درجات الحرارة في الشتاء هي -34 درجة مئوية (-29 درجة فهرنهايت) في المناطق الساحلية و -43 درجة مئوية (-45 درجة فهرنهايت) في شرق ليتوانيا.
يبلغ متوسط هطول الأمطار السنوي 800 ملم (31.5 بوصة) على الساحل، و 900 ملم (35.4 بوصة) في مرتفعات ساموجيتيا و 600 ملم (23.6 بوصة) في الجزء الشرقي من البلاد. يحدث الثلج كل عام، ويمكن أن يدوم الثلج من أكتوبر إلى أبريل. في بعض السنوات، يمكن أن يسقط الصقيع في سبتمبر أو مايو. يستمر موسم الزراعة 202 يومًا في الجزء الغربي من البلاد و 169 يومًا في الجزء الشرقي. العواصف الشديدة نادرة في الجزء الشرقي من ليتوانيا ولكنها شائعة في المناطق الساحلية.
تغطي سجلات أطول من قياس درجة الحرارة في منطقة البلطيق حوالي 250 سنة. تظهر البيانات فترات دافئة خلال النصف الأخير من القرن الثامن عشر، وأن القرن التاسع عشر كان فترة باردة نسبيًا. توج بارتفاع درجات الحرارة في أوائل القرن العشرين في الثلاثينيات، تلاه تبريد أصغر استمر حتى الستينيات. استمر اتجاه الاحترار منذ ذلك الحين.
عانت ليتوانيا من الجفاف في عام 2002، مما تسبب في حرائق الغابات. عانت البلاد مع بقية شمال غرب أوروبا خلال موجة الحر في صيف عام 2006.

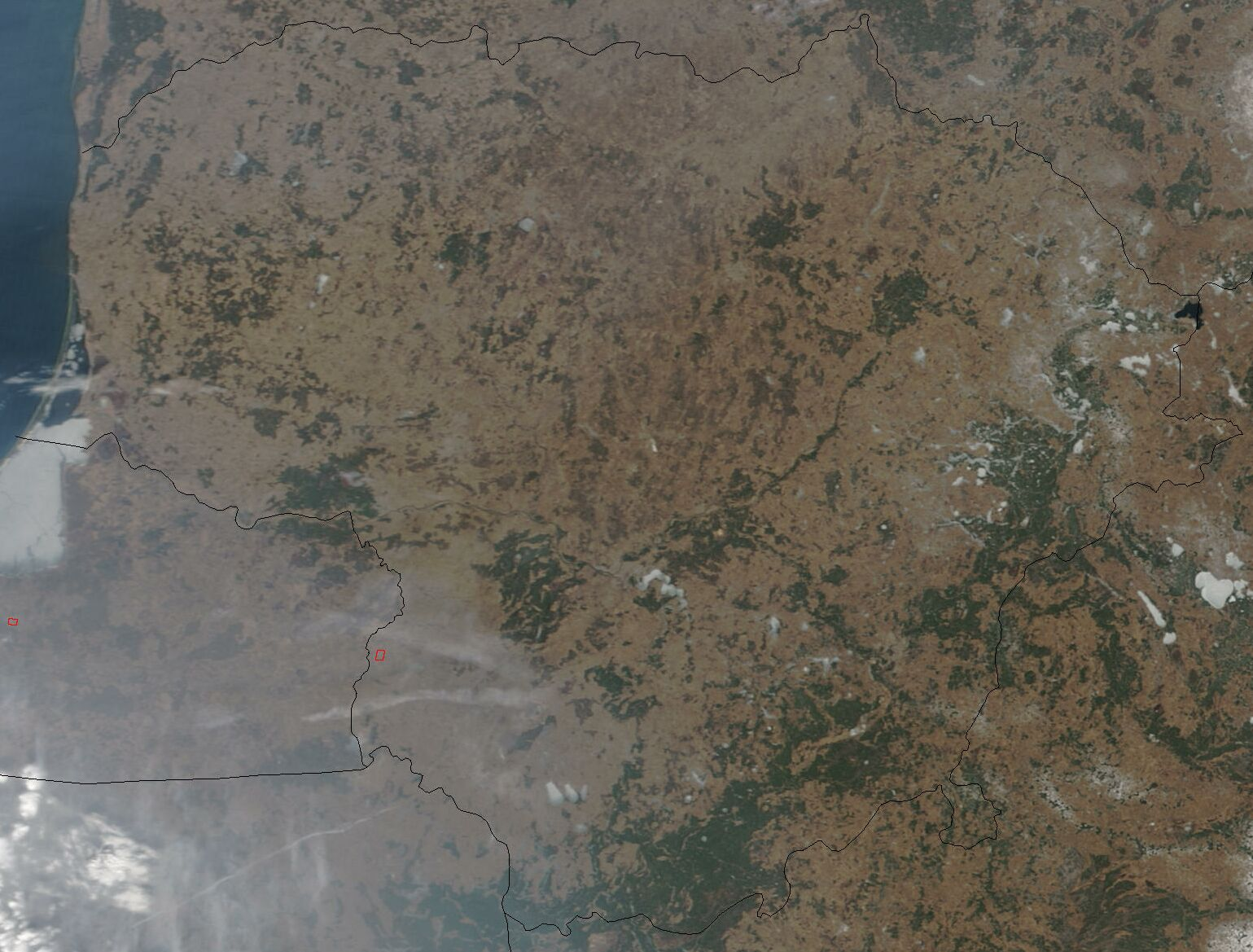
صورة بالأقمار الصناعية

## السكان
حوالي 82.6% من سكان البلاد هم ليتوانيون ويتحدثون الليتوانية، هناك بعض الأقليات الأخرى، أهمها الروسية (5%)، البولندية (6.3%) والروسية البيضاء (2.1%)، والأوكرانيون (1.7%).

### اللغة
اللغة الليتوانية (lietuvių kalba) هي لغة الدولة الرسمية في ليتوانيا وهي معترف بها باعتبارها واحدة من اللغات الرسمية للاتحاد الأوروبي. يوجد حوالي 2.96 مليون شخص يتحدثون اللغة الليتوانية في ليتوانيا وحوالي 0.2 مليون شخص في الخارج.
اللتوانية هي لغة بحر البلطيق، ترتبط ارتباطًا وثيقًا باللاتفية، على الرغم من أنها ليست مفهومة بشكل متبادل. هو تكتب بالحروف الرومانية ولكن مع بعض التعديل.
يُعتقد أن اللغة الليتوانية هي اللغة الأكثر تحفظًا من الناحية اللغوية للغة الهندو أوروبية، حيث تحتفظ بالعديد من ميزات لغة بروتو الهندية الأوروبية.
في العصر الحديث، تنقسم اللغة الليتوانية إلى لهجتين: لهجة Aukštaitian ولهجة Samogitian. يختلف نطق الكلمات في كل من اللهجتان. تحتوي لهجة ساموجيتيان أيضًا على العديد من الكلمات المختلفة تمامًا، بل إنها تعتبر لغة منفصلة من قِبل بعض اللغويين.
تم وضع الأسس اللازمة للغة اللتوانية المكتوبة في القرنين السادس عشر والسابع عشر من قِبل النبلاء والعلماء الليتوانيين، الذين روجوا للغة اللتوانية، وخلقوا القواميس والكتب المنشورة
نُشر أول كتاب لقواعد اللغة اللتوانية Grammatica Litvanica باللغة اللاتينية عام 1653 من قِبل دانييليوس كلايناس.
تعتبر أعمال وأنشطة يوناس يابلونسكيس مهمة بشكل خاص للأدب الليتواني الذي ينتقل من استخدام اللهجات إلى اللغة الليتوانية القياسية. نُشرت المواد اللغوية التي جمعها في 20 مجلدًا من القاموس الأكاديمي الليتواني وما زالت تُستخدم في البحث وفي تحرير النصوص والكتب. كما انه اضاف الحرف ū في الكتابة الليتوانية.

### الدين
الكاثوليكية هو الدين السائد في البلاد، الأرثوذكسية والبروتستانتية واليهودية إضافة لأقلية مسلمة هي الأديان الباقية في ليتوانيا.

### الأعياد والعطلات الرسمية
العطل الرسمية هي رأس السنة الميلادية (الأول من كانون الثاني/يناير)، يوم إعادة تأسيس الجمهورية (6 شباط/فبراير)، الاستقلال عن الاتحاد السوفياتي (1 آذار/مارس)، عيد الفصح، عيد العمال (الأول من أيار/مايو)، عيد تنصيب الملك (6 تموز/يوليو)، عيد انتقال مريم العذراء (15 آب/أغسطس)، عيد جميع القديسين (الأول من تشرين الثاني/نوفمبر) وليلة وعيد الميلاد المجيد (25-26 كانون الأول/ديسمبر).

## التاريخ
توسعت الدولة الليتوانية في القرن الخامس عشر حتى وصلت حدودها إلى موسكو والبحر الأسود يوماً ما. شكلت ليتوانيا وبولندا اتحادا اسميا عام 1384 م، والذي استمر حوالي أربعة قرون من الزمن. دخلت البلاد عام 1795 م تحت السيطرة الروسية. احتل الألمان ليتوانيا وجمهوريات البلطيق عام 1915 م أثناء الحرب العالمية الأولى(1914-1915). في عام 1918 م أُعلن الاستقلال. اعترف الاتحاد السوفياتي بليتوانيا عام 1920 وأُعلن قيام جمهورية برلمانية. انضمت دول البلطيق الثلاث إلى عصبة الأمم المتحدة عام 1921. اتفاق هتلر-ستالين عام 1939 أعطى الضوء الأخضر للاتحاد السوفياتي باحتلال جمهوريات البلطيق ومن ضمنها ليتوانيا، الذي تم في عام 1940 أثناء الحرب العالمية الثانية (1939-1945) بدون أي سابق إنذار. بعد نشوب الحرب بين ألمانيا والاتحاد السوفياتي، قامت الأولى باحتلال جمهوريات البلطيق عام 1941، إلى أن أعاد الجيش الأحمر احتلالها وإعادتها تحت سيطرة الاتحاد السوفياتي.
بقي تاريخ ليتوانيا كجمهوريات البلطيق الأخرى جزء من التاريخ السوفياتي في السنوات المقبلة حتى الأعوام 1988 -1990، عندما بدأ الاتحاد السوفياتي بالانهيار وتزايد الأصوات المطالبة باستقلال البلاد. ليتوانيا أعلنت استقلالها عام 1990، رفض الاتحاد السوفياتي الأمر في البداية وأرسل قوات عسكرية سوفياتية لفرض السيطرة ولكنه مع تزايد الضغوطات الدولية، اعترف في العام التالي بالجمهورية الجديدة. انضمت ليتوانيا إلى الأمم المتحدة عام 1991 وإلى الاتحاد الأوروبي عام 2004.

## السياسة

### النظام السياسي
الرئيس هو أعلى منصب سياسي في البلاد، يُنتخب مباشرة كل خمس سنوات ويشغل أيضاً منصب القائد العام للقوات المسلحة. كما يقوم رئيس البلاد بتعيين رئيس الوزراء بعد موافقة البرلمان عليه، الذي بدوره يُشكل الحكومة ويُعين عدد من القضاة والموظفين المدنيين الكبار. لدى البرلمان الليتواني (Seimas) عدد أعضاء يبلغ 141 عضواً، يتم انتخابهم كل أربعة سنوات. كل حزب يجب أن يحصل على نسبة 5% على الأقل في الانتخابات ليستطيع تمثيل نفسه بالبرلمان. أهم أحزاب البلاد هم: حزب الوطن، حزب العمال، حزب الليبرالي الديمقراطي، حزب الوسط الليبرالي والحزبي الاشتراكي الجديد.

### التقسيمات الادارية
لتوانيا مقسمة إلى 10 مقاطعات (بالليتوانية: apskritys)، تأتي تسميتهم نسبة إلى عواصمهم:
1. مقاطعة أليتوس Alytus
2. مقاطعة كاوناس Kaunas
3. مقاطعة كلايبيدا Klaipėda
4. مقاطعة ميرايامبوله Marijampolė
5. مقاطعة بانيفيزيس Panevėžys
6. مقاطعة سياولياي Šiauliai
7. مقاطعة تاوراغه Tauragė
8. مقاطعة تيلسياي Telšiai
9. مقاطعة أوتينا Utena
10. مقاطعة فيلنيوس Vilnius

### المدن
العاصمة هي فيلينيوس (541,600 نسمة /عام 2003). أهم المدن الأخرى: كلايبيدا (192.000 نسمة /عام 2003) وكاوناس (374.000 نسمة /عام 2003).

## الاقتصاد والبنية التحتية
لدى ليتوانيا اقتصاد مفتوح ومختلط يصنفه البنك الدولي كاقتصاد مرتفع الدخل. وفقًا لبيانات عام 2016، فإن القطاعات الثلاثة الكبرى في الاقتصاد الليتواني هي - الخدمات (68.3٪ من الناتج المحلي الإجمالي)، والصناعة (28.5٪) والزراعة (3.3٪). [202] يصنف تقرير التنافسية العالمية الصادر عن المنتدى الاقتصادي العالمي ليتوانيا في المرتبة 41 (من بين 137 دولة مصنفة).
انضمت ليتوانيا إلى حلف شمال الأطلسي عام 2004، الاتحاد الأوروبي في عام 2004، شنغن في عام 2007 ومنظمة التعاون الاقتصادي والتنمية في عام 2018.
في 1 يناير 2015، أصبح اليورو العملة الوطنية لتحل محل الليتاس بسعر 1.00 يورو = LTL 3.45280.
المنتجات الزراعية والمواد الغذائية 18.3 ٪، والمنتجات الكيماوية والبلاستيكية - 17.8 ٪، والآلات والأجهزة - 15.8 ٪، والمنتجات المعدنية - 14.7 ٪، والخشب والأثاث - 12.5 ٪ من الصادرات. [207] وفقًا لبيانات عام 2016، يذهب أكثر من نصف إجمالي الصادرات الليتوانية إلى 7 دول بما فيها روسيا (14٪) ولاتفيا (9,9٪) وبولندا (9,1٪) وألمانيا (7,7٪) وإستونيا (5,3٪)، السويد (4,8٪) والمملكة المتحدة (4,3٪). [208] بلغت الصادرات 81.31 في المئة من الناتج المحلي الإجمالي في ليتوانيا في عام 2017. [209]
شهد الناتج المحلي الإجمالي في ليتوانيا معدلات نمو حقيقية عالية للغاية لعقد حتى عام 2009، وبلغت ذروتها عند 11.1 ٪ في عام 2007. ونتيجة لذلك، كان يطلق على البلاد في كثير من الأحيان نمر البلطيق.
في المتوسط، يأتي أكثر من 95٪ من إجمالي الاستثمار الأجنبي المباشر في ليتوانيا من دول الاتحاد الأوروبي. السويد هي تاريخيا أكبر مستثمر مع 20 ٪ - 30 ٪ من إجمالي الاستثمار الأجنبي المباشر في ليتوانيا. ارتفع الاستثمار الأجنبي المباشر إلى ليتوانيا في عام 2017، حيث وصل إلى أعلى عدد مسجل من مشاريع الاستثمار في الحقول الخضراء. في عام 2017، كانت ليتوانيا ثالث دولة، بعد أيرلندا وسنغافورة بمتوسط القيمة الوظيفية للمشاريع الاستثمارية. كانت الولايات المتحدة البلد المصدر الرئيسي في عام 2017، 24.59 ٪ من إجمالي الاستثمار الأجنبي المباشر. في المرتبة التالية ألمانيا والمملكة المتحدة، يمثل كل منهما 11.48 ٪ من إجمالي عدد المشاريع.
بناءً على بيانات Eurostat، في عام 2017، سجلت قيمة الصادرات الليتوانية أسرع نمو ليس فقط في بلدان البلطيق، ولكن أيضًا في جميع أنحاء أوروبا، والتي كانت 16.9 في المائة.
لدى ليتوانيا معدل ضريبة ثابت بدلاً من مخطط تدريجي. وفقًا لـ Eurostat تعد ضريبة الدخل الشخصي (15٪) وضريبة الشركات (15٪) في ليتوانيا من بين أدنى المعدلات في الاتحاد الأوروبي. البلاد لديها أدنى معدل الضريبة الضريبية على رأس المال (9.8 ٪) في الاتحاد الأوروبي. معدل ضريبة الشركات في ليتوانيا هو 15 ٪ و 5 ٪ للشركات الصغيرة. هناك 7 مناطق اقتصادية حرة تعمل في ليتوانيا.
ينمو إنتاج تكنولوجيا المعلومات في البلاد، حيث بلغ 1.9 مليار يورو في عام 2016. في عام 2017 فقط، جاء 35 شركة FinTech إلى ليتوانيا - نتيجة تبسيط إجراءات الحكومة الليتوانية وبنك ليتوانيا للحصول على تراخيص أنشطة النقود الإلكترونية ومؤسسات الدفع. تم إطلاق أول مركز بلوكتشين في أوروبا في فيلنيوس في عام 2018. منحت ليتوانيا ما مجموعه 39 ترخيصًا للمال الإلكتروني، والثانية في الاتحاد الأوروبي فقط للمملكة المتحدة بـ 128 ترخيصًا. في عام 2018، قامت Google بإعداد شركة للدفع في ليتوانيا
تحتل ليتوانيا مرتبة معتدلة في مؤشر الابتكار الدولي، والمرتبة 15 بين دول الاتحاد الأوروبي وفق المفوضية الأوروبية. وجاءت في المرتبة 34 في مؤشر الابتكار العالمي عام 2023 وتراجعت إلى المركز 35 في مؤشر عام 2024.

### الصناعات
أهم الصناعات هي الأثاث، المنسوجات والمواد الغذائية. 80% من الكهرباء المنتجة في البلاد تنتج من خلال المفاعلات النووية. بذلك تكون ليتوانيا (إلى جانب فرنسا) من أكثر دول العالم إنتاجًا للكهرباء باستخدام الطاقة النووية.

### الطريق السريع
تملك البلاد شبكة طرق جيدة. المدن الرئيسية: فيلينيوس، كاوناس وكلابيدا موصولة فيما بينها بطريق سريع.

### الموانئ
يوجد ميناء بحري هام في كلايبيدا، يقوم بخدمة منطقة بحر البلطيق بأكملها.

## التصنيفات العالمية
وفيما يلي روابط لتصنيفات الدولية ليتوانيا من المعاهد والمؤسسات البحثية المختارة بما في ذلك الناتج الاقتصادي والمؤشرات المركبة المختلفة.
| الفهرس                                       | المرتبة | الدول المشاركات |
| -------------------------------------------- | ------- | --------------- |
| مؤشر التنمية البشرية 2015                    | 37      | 187             |
| مؤشر السلام العالمي 2016                     | 37      | 163             |
| عدم المساواة تعديل مؤشر التنمية البشرية 2015 | 31      | 150             |
| مؤشر مدركات الفساد 2015                      | 32      | 175             |
| مؤشر الحرية الاقتصادية 2015                  | 15      | 167             |
| مؤشر العولمة 2015                            | 35      | 207             |
| الخصوصية الدولية 2007                        | 34      | 45              |
| مراسلون بلا حدود مؤشر الحرية الصحافة 2016    | 35      | 180             |
| مؤشر الجاهزية الشبكية 2015[30]               | 31      | 148             |
| مؤشر الازدهار ليجاتوم 2015[31]               | 41      | 142             |
| مؤشر اللغة الانكليزية 2015[32]               | 26      | 70              |
| مؤشر أداء الخدمات اللوجستية 2016[33]         | 29      | 160             |

## وصلات خارجية
- موقع لتوانيا المركزي
- موقع الحكومة
- موقع رئيس الجمهورية
- موقع البرلمان
- لتوانيا اون لاين